# Phoenix Islands Protected Area
Die Phoenix Islands Protected Area (PIPA) ist ein Meeresschutzgebiet im Bereich der Phoenixinseln von Kiribati. Mit einer Größe von 408.250 Quadratkilometern handelt es sich um eines der größten Meeresschutzgebiete der Erde.
Das Schutzgebiet steht seit 2010 auf der Liste des Welterbes in Kiribati.
Im November 2021 gab die Regierung Kiribatis bekannt, das Meeresschutzgebiet für den kommerziellen Fischfang freizugeben.
|  |